# Thranenbruch
Koordinaten: 49° 43′ 30″ N, 7° 7′ 7″ O
Das Naturschutzgebiet Thranenbruch liegt im Landkreis Birkenfeld in Rheinland-Pfalz und ist Teil des Nationalparks Hunsrück-Hochwald.
Das etwa 30 ha große Gebiet, das im Jahr 1985 unter Naturschutz gestellt wurde, erstreckt sich südwestlich von Hüttgeswasen, einem Wohnplatz in der Ortsgemeinde Allenbach. Am östlichen Rand des Gebietes verläuft die Kreisstraße 49, weiter östlich verläuft die B 269. Im Gebiet hat der Thranenbach seine Quelle, einem Quellbach des Traunbachs.
Schutzzweck ist die Erhaltung des Feuchtgebietes mit seinen Wasser- und Moorflächen als Standort zahlreicher bestandsbedrohter Pflanzen und Pflanzengesellschaften.